# Apodynerus gregarioides
Apodynerus gregarioides  (лат.) — вид одиночных ос (Eumeninae) рода Apodynerus .

## Распространение
Восточная Азия: Филиппины.

## Описание
Длина осы 9 мм. Окраска чёрная с желтыми и красноватыми пятнами и перевязями. Метанотум зубцевидный. Взрослые самки охотятся на личинок насекомых для откладывания в них своих яиц и в которых в будущем проходит развитие личинки осы.
Вид Apodynerus gregarioides был впервые описан в 1986 году под первоначальным названием Pachymenes gregarioides Giordani Soika, 1986, а позднее включён в состав рода Apodynerus. В 1996 году был описан таксон Philippodynerus omicroniformis (Gusenleitner, 1996), а в 2014 выяснилось, что он синонимичен виду Apodynerus gregarioides.